# LSU-Atletas
Le Kauno „LSU-Atletas“ est un club lituanien de basket-ball évoluant dans la ville de Kaunas et participant à la LKL.

## Historique
À l'issue de la saison 2013-2014, le club est relégué en seconde division, la Nacionalinė krepšinio lyga.

### Noms précédents
- 2007-2008 : Aisčiai-Atletas
- 2008-2010 : Aisčiai
- 2011-2012 : Kauno Kaunas
- 2012-2013 : LSU-Baltai
- depuis 2013 : LSU-Atletas

## Joueurs célèbres ou marquants
- Donatas Motiejūnas
- Nikita Morgounov